# Хмелёвка (Оренбургская область)
Хмелёвка — село в Гайском районе Оренбургской области.

## География
До райцентра (г. Гай) — 74 километра.

## Население
| 2010 |
| ---- |
| 225  |

На 1 января 1975 года в селе проживало 407 человек, в 2002 году — 362 человека.